# Monumento Navarin
El monumento Aux Morts des Armées de Champagne (en español: A los muertos armados de Champaña) se encuentra situado cerca de la población de Suippes, en la región francesa de Champaña-Ardenas y fue erigido en honor a los soldados caídos durante la Primera Guerra Mundial. El monumento alberga también los cuerpos de más de 10.000 soldados. Precisamente, se ubica en lo que fue el campo de batalla.

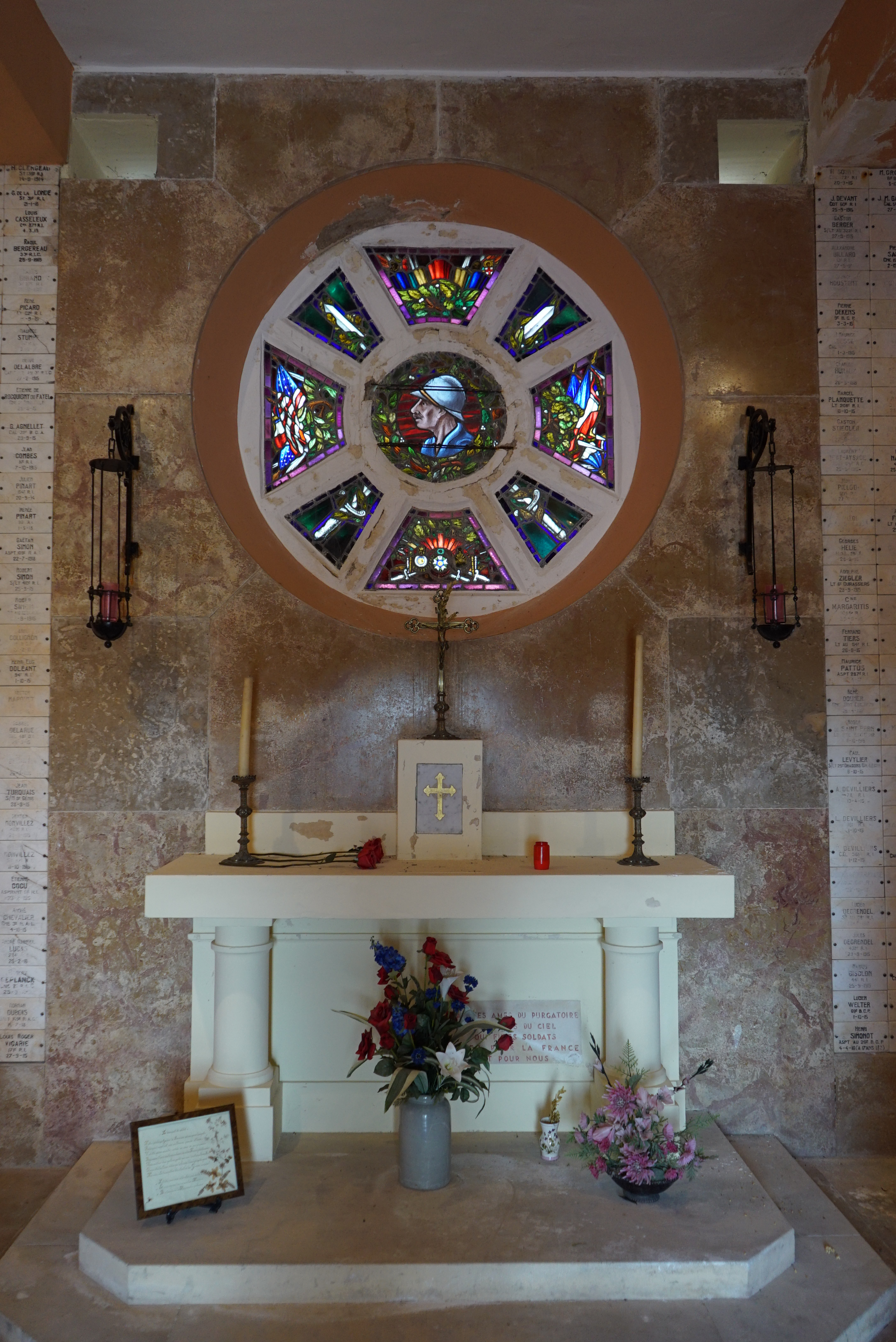
Croix de guerre

- Datos: Q2873119
- Multimedia: Monument aux morts des Armées de Champagne / Q2873119